# کلیسای گئورگ مقدس، ناخیجوان
کلیسای گئورگ مقدس، ناخیجوان (ارمنی: Սուրբ Գևորգ եկեղեցի (Նախիջևան)) یک کلیسا متعلق به کلیسای حواری ارمنی واقع در شهر ناخیجوان جمهوری آذربایجان می‌باشد. ساخت و ساز این ساختمان در سال ۱۸۷۲ میلادی به پایان رسید. این بنا به سبک معماری ارمنی طراحی شده‌است.